# Hans Hermann Köper
Hans Hermann Köper (* 15. September 1925 in Quito, Ecuador; † 10. Juni 1977 in Köln) war in den frühen 1950er Jahren einer der führenden Kriegsdienstgegner in der Bundesrepublik. Er wurde später ein bekannter Journalist und zusammen mit seinem Partner Gerhard Schmidt Betreiber der Kölner Filmproduktion „Köper+Schmidt“.

## Leben
Hans Hermann Köper war der Sohn des Studiendirektors Franz Wilhelm Köper (1885–1957), der in den 1920er-Jahren als Austauschlehrer am staatlichen Lehrerseminar in Quito gelehrt hatte und seit 1926 Gymnasiallehrer in Dortmund und anderen Orten Westfalens war.
Köper meldete sich 1943 nach der Reifeprüfung freiwillig zum Dienst bei der Luftwaffe. Er erkrankte an Scharlach und zog sich in der Folge ein schweres Nierenleiden zu, „das zu einer hunderprozentigen Schwerkriegsbeschädigung führte“. Trotzdem wurde er an die Flugzeugführerschule in Stettin beordert und meldete sich abermals freiwillig zu den Fallschirmjägern. Als Gefreiter in einem in Stettin kämpfenden Bataillon wurde er 1945 verwundet, konnte aber der sowjetischen Gefangenschaft entgehen und ins Ruhrgebiet gelangen.
Nach dem Krieg schlug sich Köper als Cellist in Varietés durch, bevor er 1949/50 eine Ausbildung an der Kölner Musikhochschule und am Schumann-Konservatorium in Düsseldorf absolvierte. Ein SPIEGEL-Artikel nennt eine Mitgliedschaft in der Sozialistischen Arbeiter-Jugend (SAJ), die in den Falken aufging. Grünewald erwähnt Köpers Tätigkeit als freier Journalist für die Zeit nach dem Studium und dessen Mitgliedschaft in der SPD sowie sein Engagement bei den Jusos.
Insbesondere die Falken und die Jusos gehörten 1953 in Köln zu den Initiatoren der Gruppe Kölner Wehrdienstverweigerer (GKW), an deren Gründung Köper aktiv beteiligt war.

„Am Ende dieser Diskussion entstand die Idee, durch massenhafte Kriegsdienstverweigerung das Entstehen einer Bundeswehr zu verhindern. Aus diesem Grunde wurde am 25. September 1953 die Gruppe Kölner Wehrdienstverweigerer (GKW) durch den Studenten Albert Graf, den Drahtflechter Karl Jonas, den Elektromonteur Horst Keller, den Vertreter Anton Kolzen, den Journalisten Hans Hermann Köper, den Schlosser Heinz Wientgen und den IG-Metall-Jugendsekretär Hans-Jürgen Wischnewski gegründet. Zumindest Keller und Wischnewski waren damals in Juso-Führungsfunktionen, die anderen kamen zumeist aus dem Bereich der Falken.“

Körper wurde bald die treibende Kraft der GWK, die sich 1954 in Gruppe der Wehrdienstgegner (GdW) umbenannte.
Köper war von 1954 bis 1958 Vorsitzender der GdW und Herausgeber der Verbandszeitschrift Informationen. Der SPIEGEL sah 1957 in Köpers privat eher prekären Situation die Voraussetzung für dessen Engagement in der GWK/GdW: „Heute wohnt Köper mit seiner Frau, die gleich ihm an der Musikhochschule Köln studierte, in einer kleinen Wohnung des Sozialen Wohnungsbaus in Köln. Seit 1952 ist sein Kriegsleiden – Herzerweiterung und chronische Nierenentzündung – als hundertprozentige Minderung der Erwerbsfähigkeit durch Kriegsbeschädigung anerkannt, und so macht es ihm seine Rente leichter, sich gänzlich der Wehrdienstverweigerung zu widmen; er hat keinen Beruf.“ Aus den Erinnerungen der Schriftstellerin Ingrid Zwerenz ergibt sich dagegen ein anderes Bild: „Ein sehr guter Freund war Hans Hermann Köper, ein entschiedener Pazifist, der ganz früh in den 50er, 60er Jahren den ersten Band über zurückgekehrte Juden herausgegeben und als Journalist die Texte in Twen betreut hat. Er war auch ein hochbegabter Cellist. Er war der erste, der Günter Wallraff für seine frühen Reportagen ein Forum geboten hatte. Mit all diesen Leuten hatten wir ein besonderes Standing. Köpers hatten eine schöne Wohnung auf halber Höhe vor dem Kölner Dom gegenüber dem Wallrafplatz, wo der Rundfunk residierte. Dort fanden oft sehr gute Gesellschaften statt, mit Wolfgang Leonhard und anderen.“
Nach der Fusion der GdW mit Teilen der Internationale der Kriegsdienstgegner/innen (IDK) wurde Köper 1958 zusammen mit Wilhelm Keller Vorsitzender des neuen Verbands der Kriegsdienstverweigerer (VK).
Köper gehörte von 1958 bis 1963 dem Bundesvorstand des VK an und war verantwortlicher Redakteur der Verbandszeitschrift Zivil. Über dessen politische Grundeinstellung und das Verhältnis zur Kriegsdienstverweigerung schreibt Grünewald:

„Köper verstand sich nicht als Pazifist, sondern als Antimilitarist; sein Ziel war die Abschaffung der Wehrpflicht und eine möglichst effektive Interessenvertretung der Kriegsdienstverweigerer. Aus diesem Grund befürwortete er eine enge Anbindung der GdW bzw. des VK an die SPD und verfolgte eine scharfe Abgrenzungspolitik gegenüber allen kommunistischen oder im Verdacht kommunistischer Beeinflussung stehenden Organisationen.“

Nach der Bundestagswahl 1957, die eine absolute Mehrheit für die CDU ergab, mussten viele VK-Aktivisten erkennen, dass ihre Hoffnungen, zusammen mit der SPD die Wehrpflicht wieder abschaffen zu können, nicht mehr realisierbar waren. Die SPD vollzog zudem 1960 einen Kurswechsel in ihrer bisherigen Außen- und Sicherheitspolitik, erklärte die NATO zum Ausgangspunkt und Bezugsrahmen ihrer Außen- und Sicherheitspolitik und befürwortete eine gemeinsame Außenpolitik mit der Bundesregierung. Aus Enttäuschung darüber trat Köper 1961 aus der SPD aus, „unterstützte sie aber wieder durch Wählerinitiativen“.
Der Filmproduzent Gerhard Schmidt, der ab 1964 zusammen mit Köper die Produktionsfirma Köper+Schmidt, books and films betrieb, bezeichnete Köper als früheren Chefredakteur der Zeitschrift TWEN, der über gute Kontakte zum WDR verfügt habe. Über die Arbeiten für den WDR kam auch der Kontakt zu Marius Müller-Westernhagen zustande, an dessen Song Gebt Bayern zurück an die Bayern (in Anlehnung an Paul McCartneys Give Ireland Back to the Irish) Köper als Texter ebenso beteiligt war wie an Jürgen von Mangers Song Bottroper Bier. Darüber, dass und wie Köper auch Anteil am Zustandekommen des Kokoschka-Porträts von Konrad Adenauer hatte, beschreibt Nina Grunenberg ausführlich in einem ZEIT-Artikel. Auch bei der Schülerzeitschrift Underground, die seit November 1968 im Verlag Bärmeier & Nikel  erschien, waren die beiden Blattmacher Hans Hermann Köper und Gerhard Schmidt als Chefredakteure beteiligt.
Hans Hermann Köper starb 1977 „nach schwerer Krankheit an den Folgen seiner Kriegsverletzung“. Danach führte Gerhard Schmidt die Firma Köper+Schmidt alleine weiter; aus ihr gingen später die Produktionsfirmen Cologne und Gemini hervor.

## Auszeichnungen
- 1971 erhielt Köper zusammen mit Gerhard Schmidt den Adolf-Grimme-Preis mit Bronze für die Regie von Express (ZDF-Sendung vom 4. September 1970).

## Werke
- (Hrsg.) Deutsche Juden heute, Rütten & Loening, München 1965.
- (zusammen mit Gerhard Schmidt): Zwei Bände zur Jugendsendung Robinzak im Nachmittagsprogramm des ZDF, für die Köper und Schmidt ebenfalls als Autoren verantwortlich waren:
  - Teil 1: Wir spielen und lernen jetzt selbst mit Robinzak, dem Kind vom anderen Stern, und seinem Freund Telezak, Deutsche Verlagsanstalt, Stuttgart 1974, ISBN 978-3-421-02389-6.
  - Teil 2: Mit Robinzak macht Schule Spass. Das zweite Lese-, Spiel- und Aktionsbuch von und für Kinder, Lehrer und Eltern, Deutsche Verlagsanstalt, Stuttgart 1974, ISBN 978-3-421-02399-5